# Necropoli di Makli
La necropoli di Makli (in urdu مکلی کا شہرِ خموشاں‎?; (sindhi: مڪلي جو مقام) è uno dei più grandi siti funerari del mondo, diffuso su un'area di 10 km2 nei pressi della città di Thatta, nella provincia pakistana di Sindh. Il sito ospita da 500.000 a 1 milione di tombe costruite nel corso di un periodo di 400 anni. Presenta numerosi grandi monumenti funerari appartenenti a reali, diversi santi sufi e stimati studiosi. Il sito è stato iscritto come patrimonio dell'umanità dell'UNESCO nel 1981 come "testamento eccezionale" della civiltà Sindhi tra il XIV e il XVIII secolo.

## Ubicazione
La necropoli di Makli si trova nella città di Makli, che si trova su un altopiano a circa 6 chilometri dalla città di Thatta, la capitale del Sindh inferiore fino al XVII secolo. Si trova a circa 98 km a est di Karachi, vicino all'apice del delta del fiume Indo nel sud-est del Sindh. Il punto più meridionale del sito si trova a circa 8 km a nord delle rovine del forte medievale di Kallankot.

## Etimologia
Si dice che il sito, e le vicine colline, derivino il loro nome da una leggenda secondo la quale un pellegrino Hajj si fermò nel sito e cadde in un'estasi spirituale, dichiarando che il sito, secondo lui, era La Mecca. Si dice che il santo sufi Sheikh Hamad Jamali abbia chiamato il sito "Makli", o "piccola Mecca", dopo aver ascoltato la storia del pellegrino.

## Storia
Il santo, poeta e studioso sufi, Shaikh Jamali, stabilì un khanqah, o luogo di raccolta dei sufi, a Makli e alla sua morte fu sepolto lì. Il sovrano Samma del XIV secolo, Jam Tamachi, venerava il santo e desiderava essere sepolto vicino alla sua tomba, dando così inizio alla tradizione di utilizzare Makli come sito funerario.
Il sito divenne famoso come importante luogo funerario durante il dominio della dinastia Samma, che aveva stabilito la propria capitale vicino a Thatta.
Le tombe architettonicamente più significative del sito risalgono all'epoca Moghul, tra il 1570 e il 1640

## Disposizione
La necropoli di Makli occupa una superficie di 10 km2 e ospita almeno 500.000 tombe. Si estende da Pir Patho, all'estremità meridionale delle Colline Makli, verso nord in una forma approssimativamente a diamante. Il suo confine orientale è formato dalla cresta delle colline Makli. I monumenti più grandi si trovano generalmente al margine meridionale del sito, anche se le tombe Samma si trovano a nord.

## Evoluzione architettonica

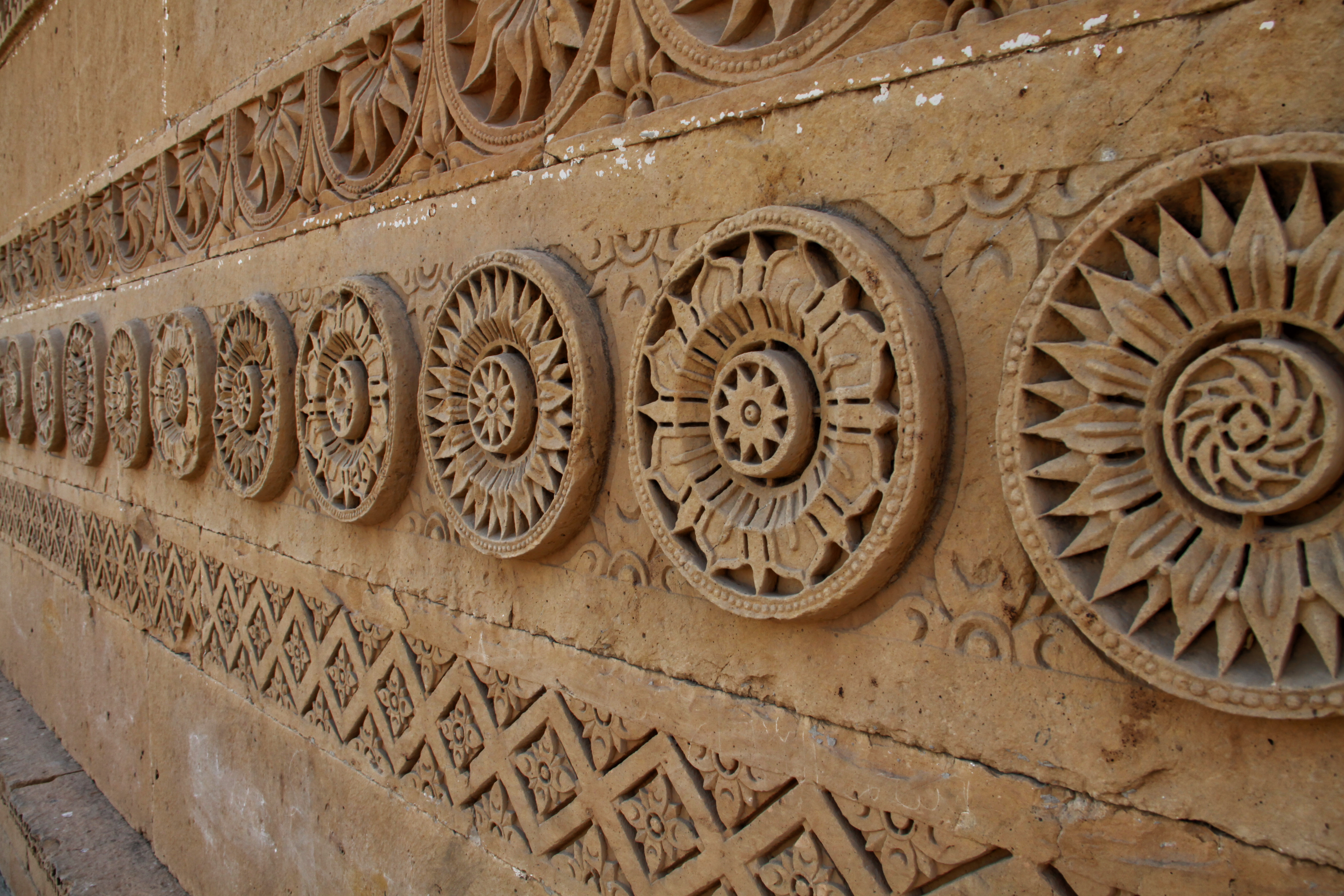
Molte delle tombe presentano motivi decorativi scolpiti.

L'architettura funeraria dei più grandi monumenti sintetizza influenze musulmane, indù, persiane, moghul e gujarati, nello stile del Sindh inferiore che divenne noto come stile Chaukhandi, dal nome delle tombe Chaukhandi vicino a Karachi. Lo stile Chaukhandi arrivò a incorporare lastre di arenaria che erano accuratamente scolpite da scalpellini con motivi intricati ed elaborati.
Le prime tombe mostravano da tre a sei lastre di pietra impilate, l'una sull'altra, a forma di piccola piramide a mastaba. L'evoluzione dell'architettura funeraria ha poi incorporato piccoli piedistalli.
Nel XV secolo, nelle tombe cominciarono ad essere incorporati rosoni decorati e motivi circolari. Quindi emersero modelli più complessi con calligrafia araba che forniva informazioni biografiche della persona sepolta. I monumenti più grandi, risalenti a periodi successivi, includevano corridoi e alcuni progetti ispirati alla cosmologia.

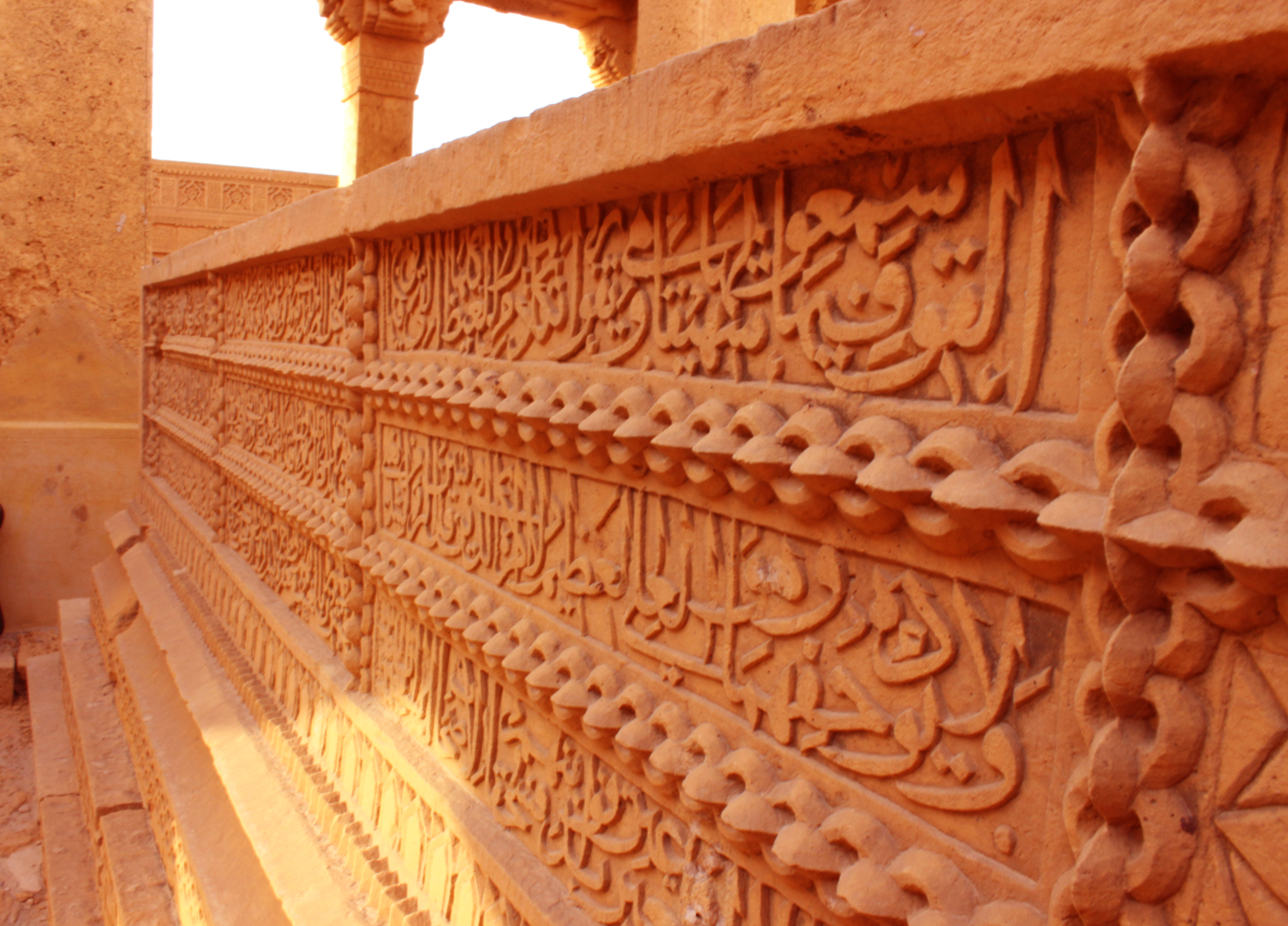
Molti cenotafi sono finemente intagliati.

Le strutture piramidali del XVI secolo presentano minareti sormontati da motivi floreali in uno stile unico per le tombe risalenti alla dinastia turca di Trakhan. Le strutture del XVII secolo, nella parte del cimitero di Leilo Sheikh, presentano grandi tombe che ricordano da lontano i templi giainisti, un'influenza importata dalla vicina regione del Gujarat.
Molte delle tombe più grandi presentano intagli di animali, guerrieri e armi, una pratica non comune nei monumenti funerari musulmani. Le tombe successive sono talvolta realizzate interamente in mattoni, con solo una lastra di arenaria.
Le strutture più grandi, nello stile Chaukhandi più archetipico, presentano tettoie a cupola in arenaria gialla, intonacate di bianco con porte in legno, in uno stile che riflette le influenze dell'Asia centrale e persiana. Le dimensioni della cupola denotavano l'importanza dell'individuo sepolto, con le parti inferiori impreziosite da motivi floreali intagliati. La parte inferiore di alcuni baldacchini presenta fiori di loto, un simbolo comunemente associato all'induismo.
Alcune tombe erano rivestite con piastrelle blu tipiche del Sindh. L'uso dei padiglioni funerari alla fine si espanse oltre il Sindh inferiore e influenzò l'architettura funeraria nel vicino Gujarat.

## Mausolei reali
Gli imponenti mausolei reali sono divisi in due gruppi principali: quelli del periodo Samma costituiscono un proprio gruppo distinto, mentre quelli dei periodi Tarkhan, Arghun e Moghul sono raggruppati insieme.

### Gruppo Samma
Le tombe risalenti alla dinastia Samma sono raggruppate in una sezione di 2 ettari all'estremità settentrionale della necropoli. I Samma erano principi Rajput, che presero il controllo di Thatta nel 1335. Le tombe Samma sono fortemente influenzate dagli stili gujarati e incorporano elementi decorativi musulmani e indù.
La tomba del re Jam Nizamuddin II, completata nel 1510, è un'imponente struttura quadrata di 11,4 metri di lato. Fu costruita in arenaria e decorata con medaglioni floreali e geometrici. La forma cuboide della tomba potrebbe essere ispirata alla Kaʿba de La Mecca. La sua cupola non fu mai costruita, lasciando così l'interno esposto alle intemperie. Il monumento presenta un grande jharoka, o balcone, in stile gujarati intagliato in modo intricato, e una piccola punta in cima, che fa assomigliare la tomba a un tempio. L'esterno presenta 14 fasce di motivi decorativi, sia con versetti coranici che con simboli indù. Sebbene in linea con la tradizione islamica, tutta la decorazione assume la forma di motivi geometrici, con la sola eccezione di un fregio raffigurante anatre locali.
La tomba del figlio adottivo di Jam Nizamuddin, Darya Khan, assomiglia a un forte del Rajasthan, e fu costruita dopo la sua morte nel 1521. Darya Khan era nato schiavo, ma divenne famoso come generale dopo aver sconfitto un esercito di Arghun in battaglia. Gli fu concesso il titolo di "Eroe del Sindh" e alla fine fu nominato Madrul Muham, o Primo Ministro.

### Gruppi di Arghun, Trakhan e Moghul

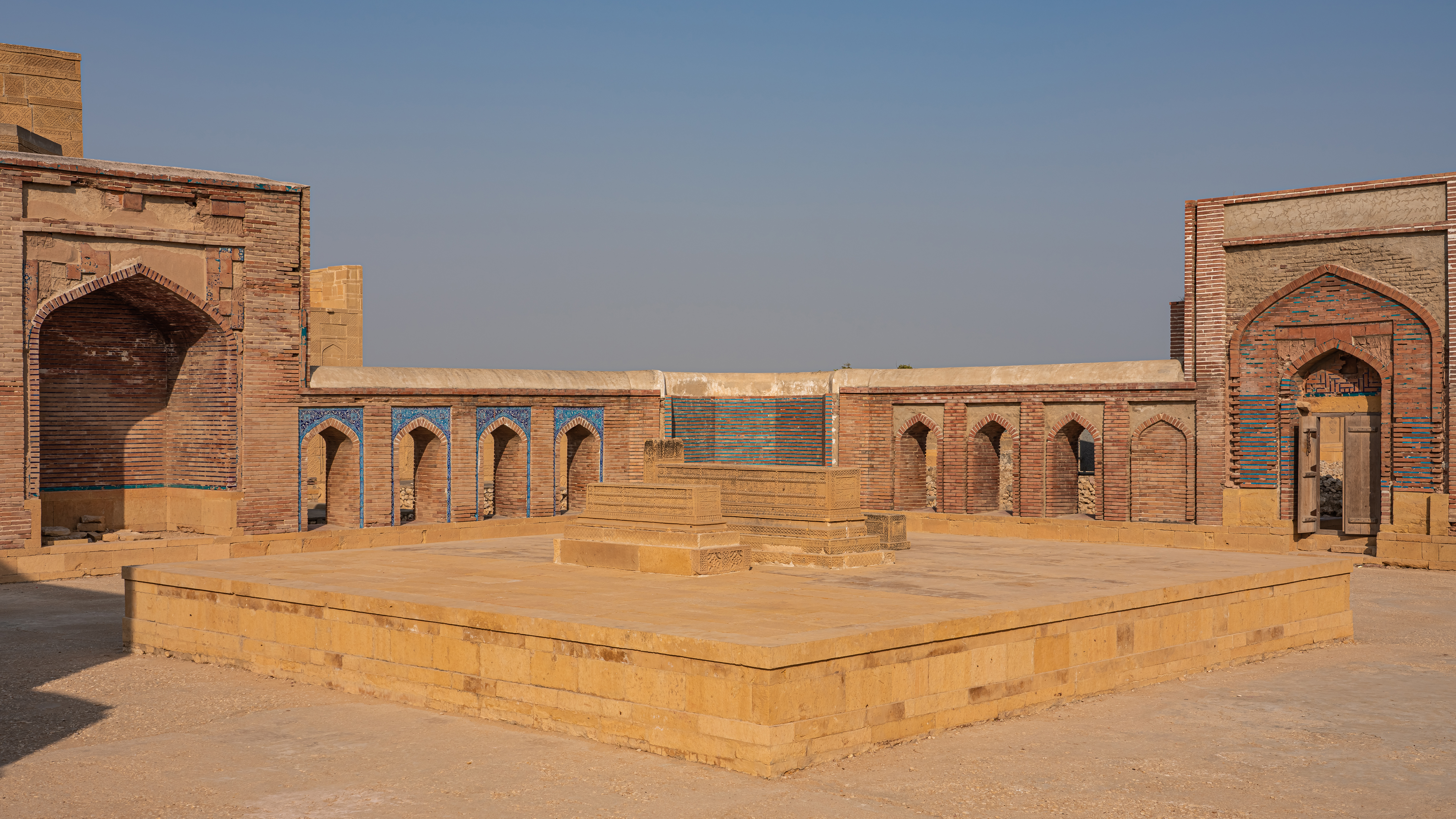
La tomba di Mirzaa Baqi Uzbek presenta un iwan in stile centroasiatico.

La tomba di Isa Khan Tarkhan I, che regnò dal 1554 al 1565, rappresenta un allontanamento dall'architettura funeraria dei Samma. La tomba presenta uno stile di cenotafio decisamente nuovo ed è di forma rettangolare con le pareti interne interamente ricoperte di versetti coranici. La tomba ha anche un'area dedicata alle tombe di cinque delle sue dame reali.
Il mausoleo di Isa Khan Hussain II Tarkhan (m. 1651) presenta un edificio in pietra a due piani con cupole e balconi. Si dice che la tomba sia stata costruita durante la vita di Isa. Quando fu completata, la leggenda afferma che, Isa ordinò di tagliare le mani degli artigiani in modo che non fossero in grado di realizzare un altro monumento che potesse rivaleggiare con il suo.
La tomba di Jan Beg Tarkhan (m. 1600), è una struttura in mattoni ottagonale la cui cupola è ricoperta di piastrelle smaltate blu e turchese. Le tombe a padiglione o a baldacchino (chattri maqbara o tomba ad ombrello) sono un'altra caratteristica architettonica tipica indù-islamica, così come le tombe a recinto.
Il periodo Moghul è rappresentato da numerose tombe, sul lato meridionale della necropoli, tra cui il mausoleo di Mirza Jani e Mirza Ghazi Baig, quello di Nawab Shurfa Khan, il recinto di Mirza Baqi Baig Uzbek e di Mirza Jan Baba, nonché l'imponente tomba restaurata di Nawab Isa Khan Tarkhan il Giovane.

## Conservazione
La necropoli di Makli è stata dichiarata patrimonio dell'umanità dell'UNESCO nel 1981. L'integrità strutturale del sito è stata compromessa da interramenti, invasioni, cattiva gestione, atti vandalici e deposito di rifiuti solidi. Le inondazioni del 2010 in Pakistan hanno ulteriormente aggravato il deterioramento del sito.

## Galleria d'immagini

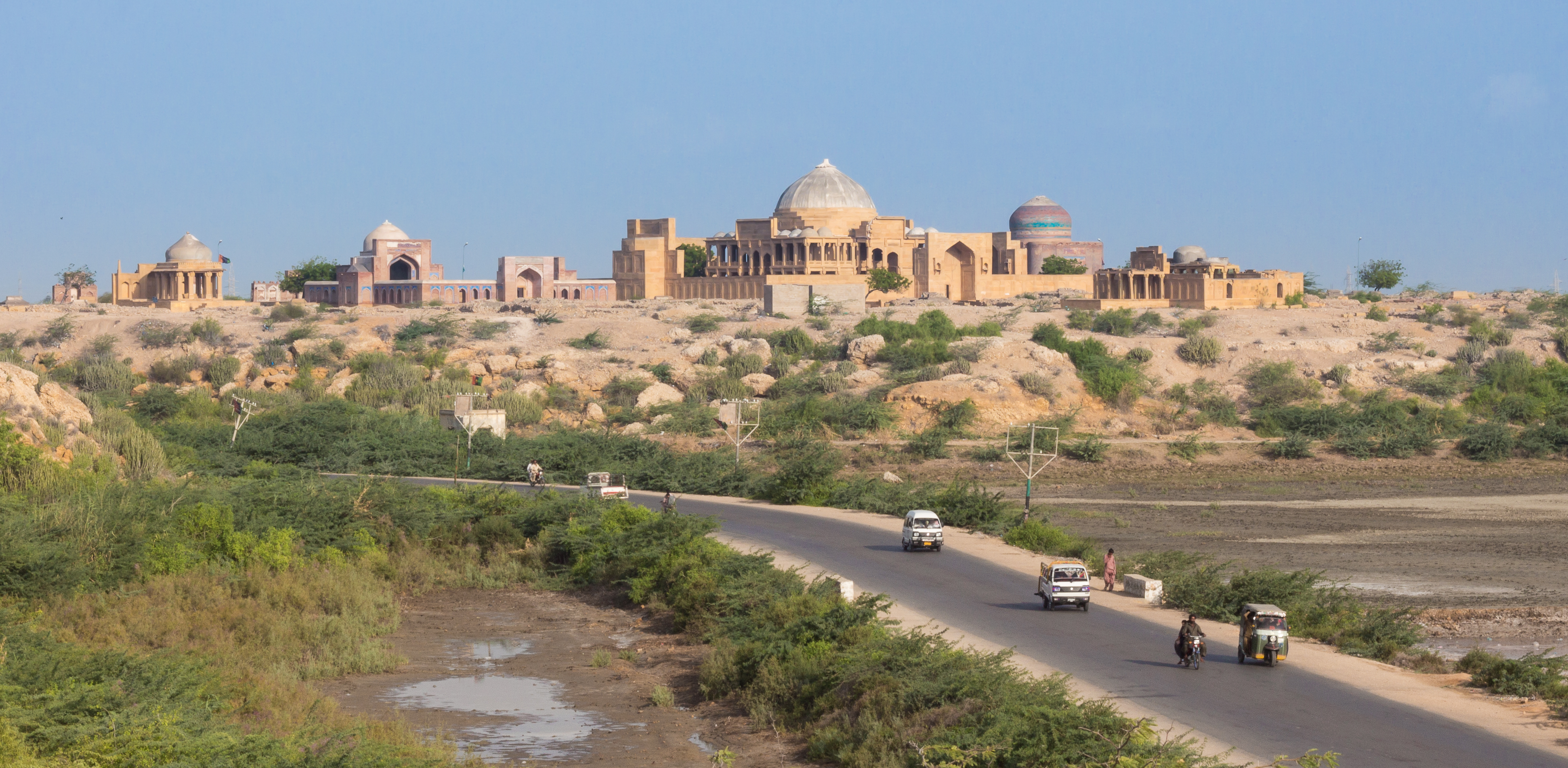
Vista generale del sito
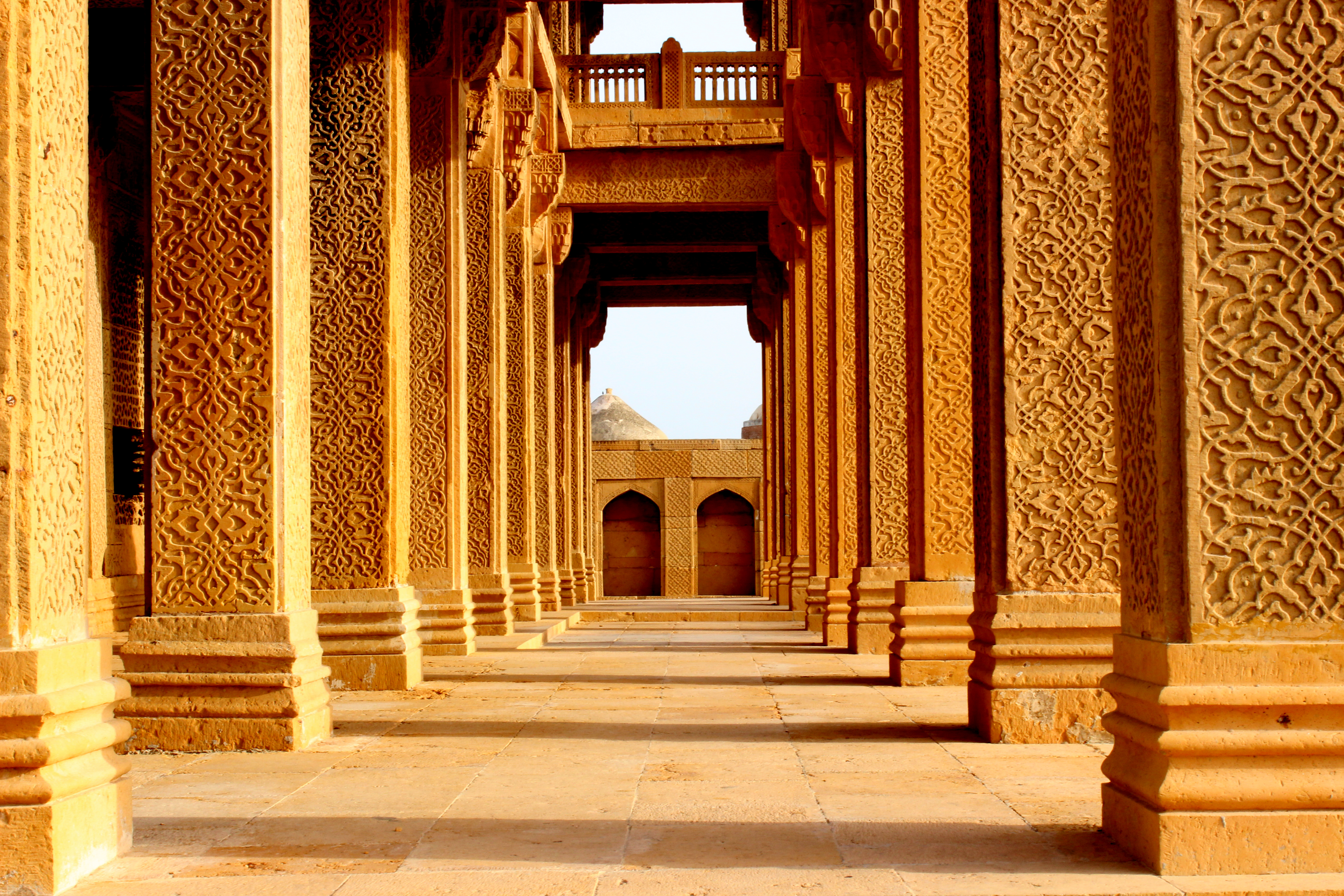
Alcuni monumenti presentano corridoi con tetti sostenuti da arenaria finemente intagliata
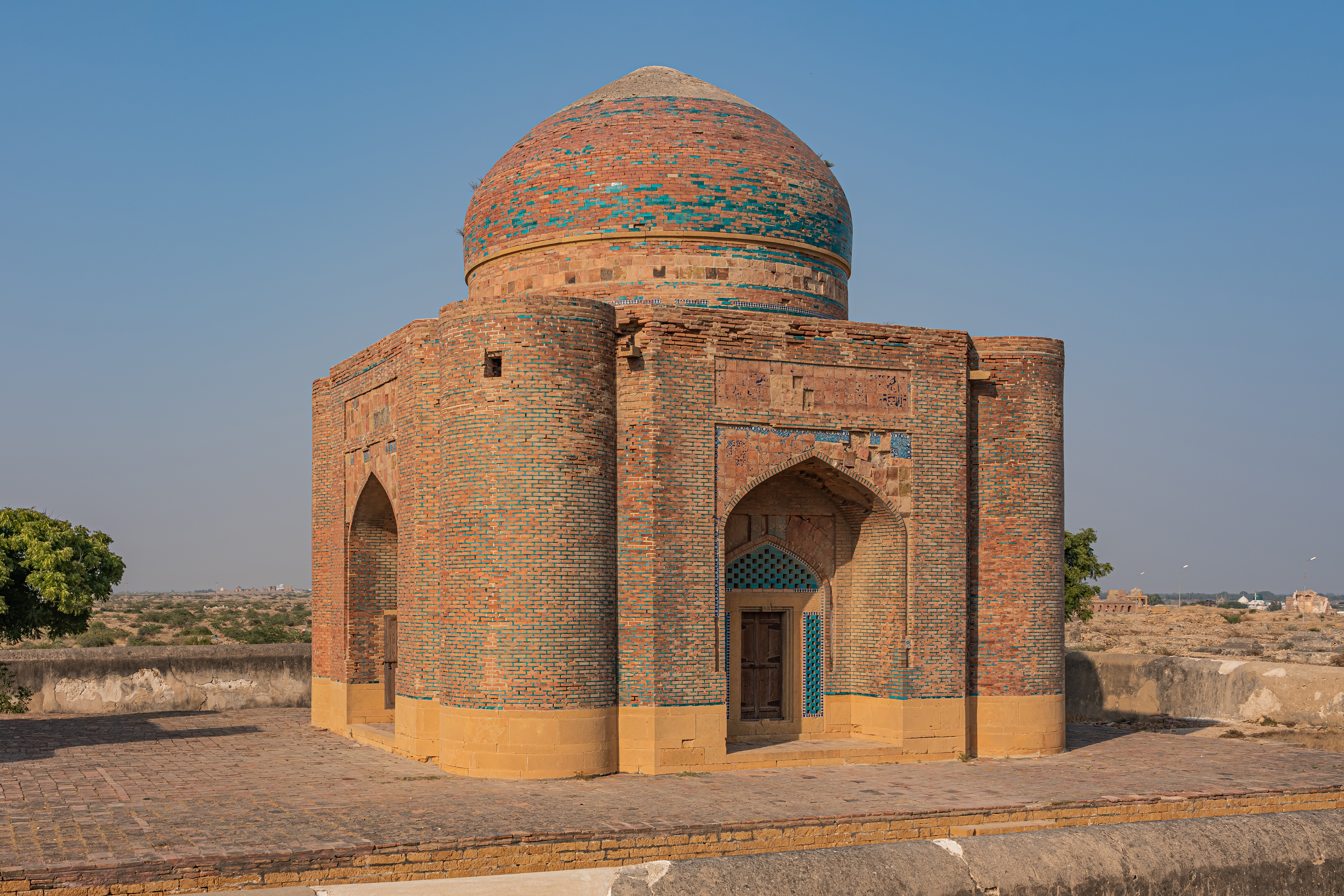
Alcuni mausolei, come quello di Dean shurfa khan, presentano forti influenze architettoniche dell'Asia centrale
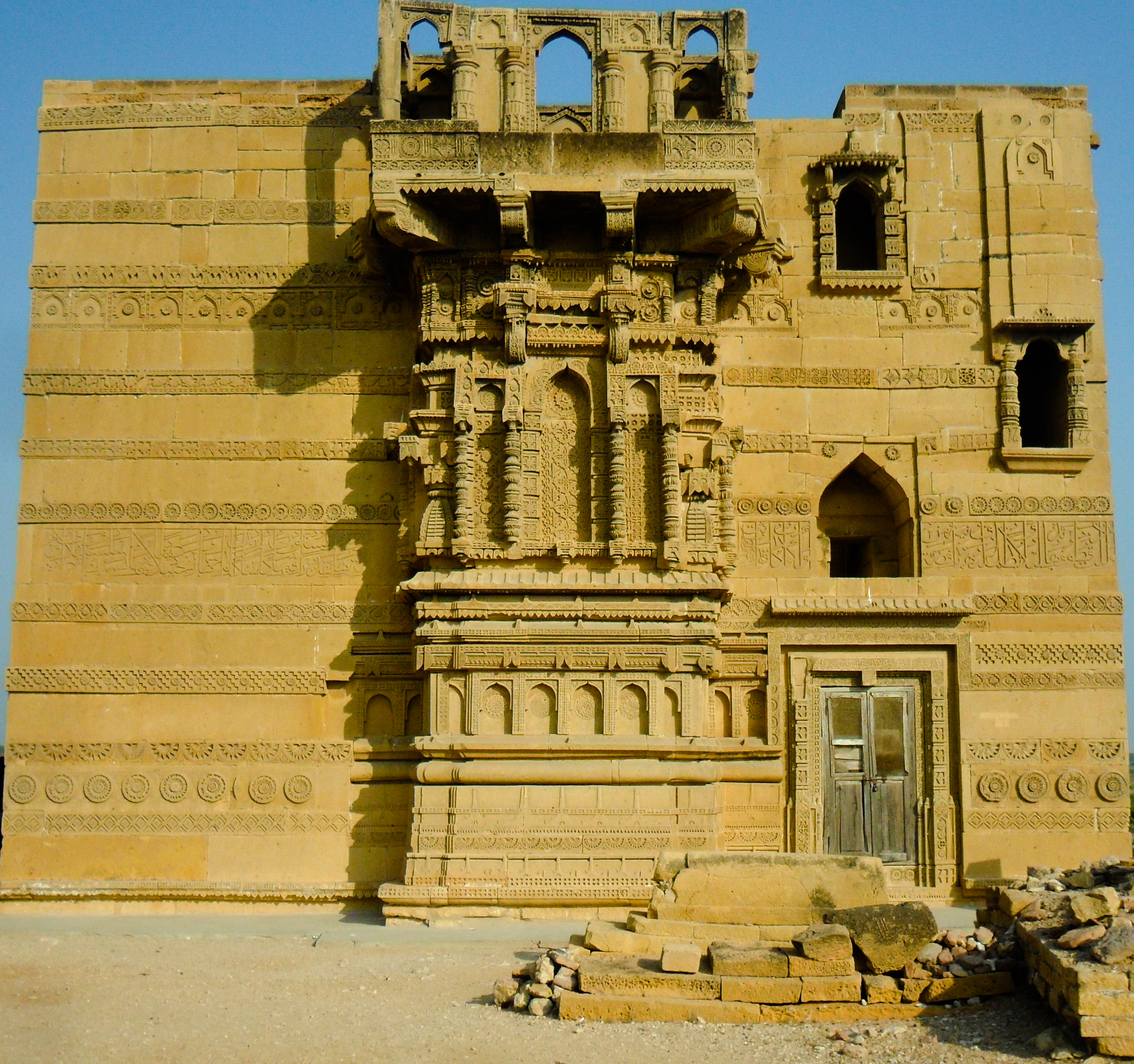
La tomba di Jam Nizamuddin II presenta un jharoka che mostra influenze gujarati
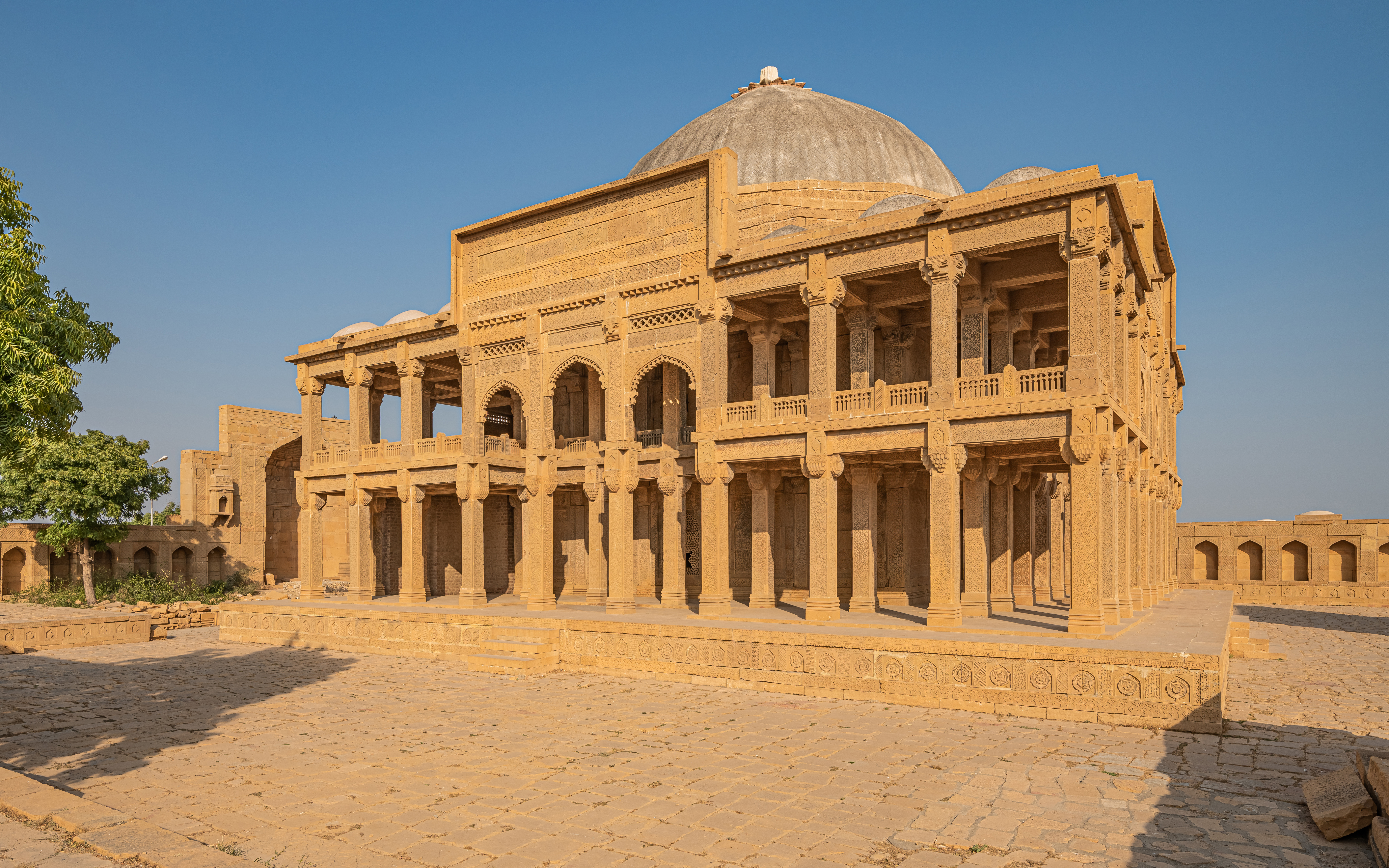
La tomba di Isa Khan Hussain II è uno dei monumenti più importanti del sito
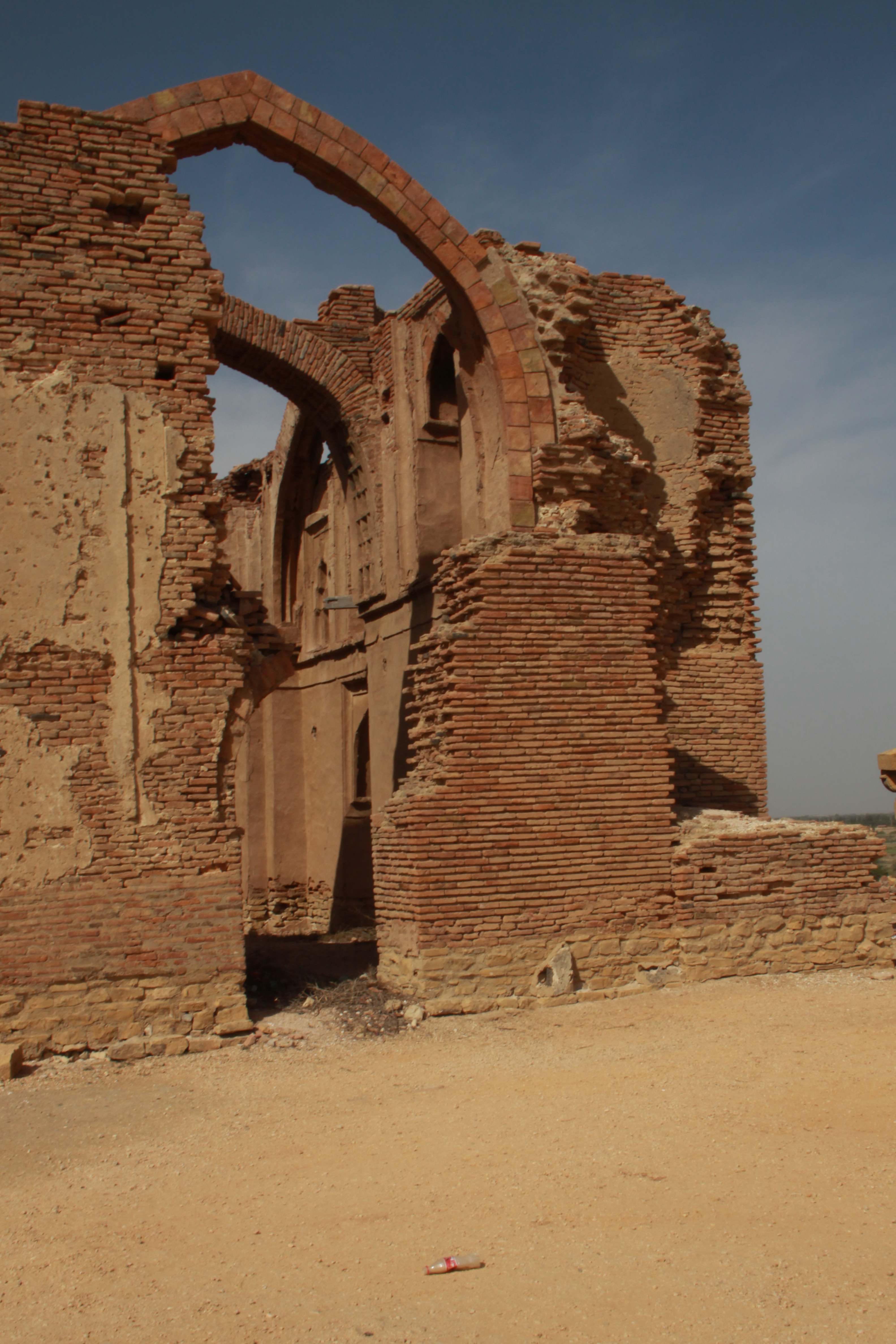
Diverse tombe sono gravemente danneggiate
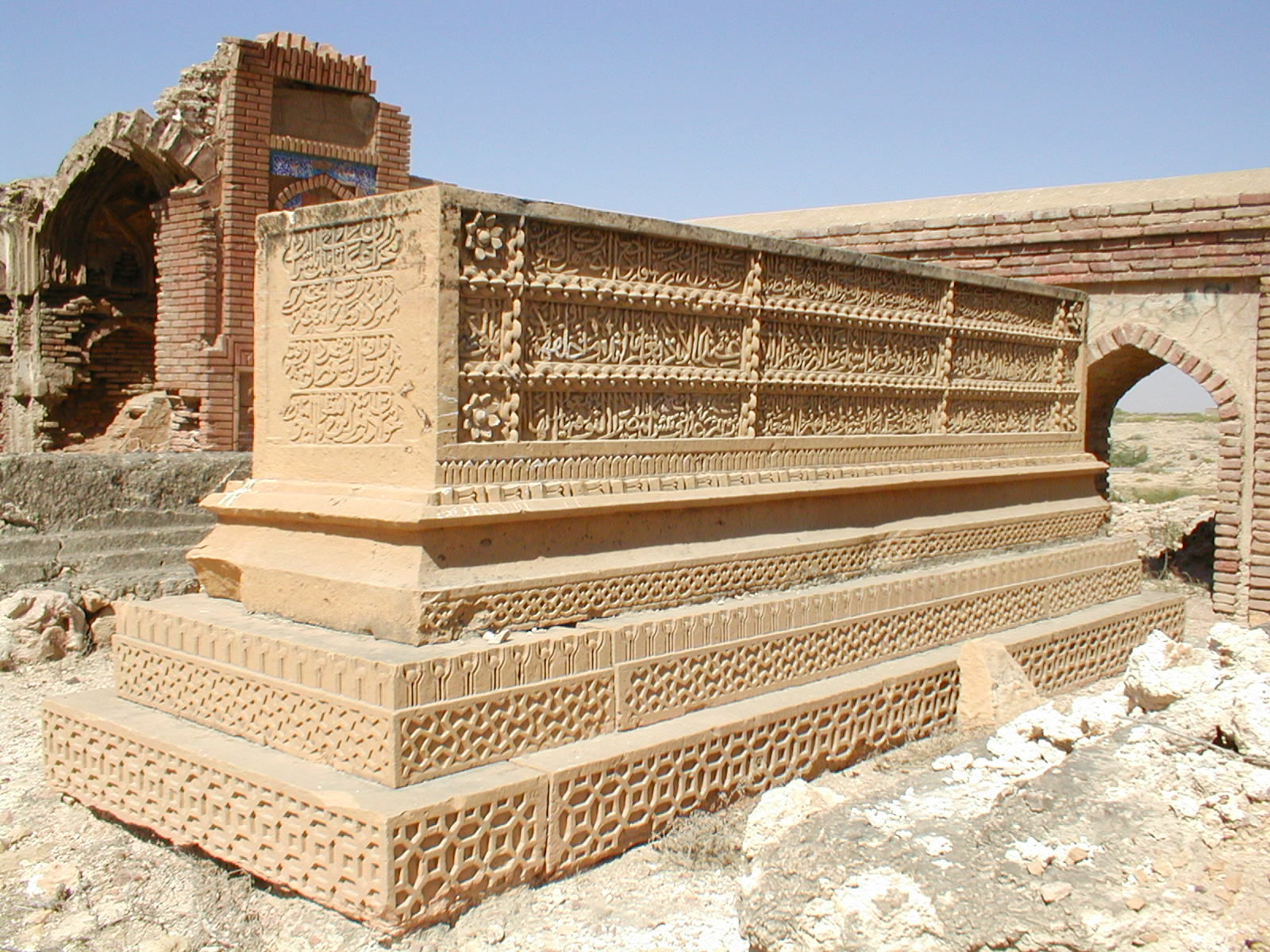
Opera d'arte coranica in una tomba decorata di un santo sufi
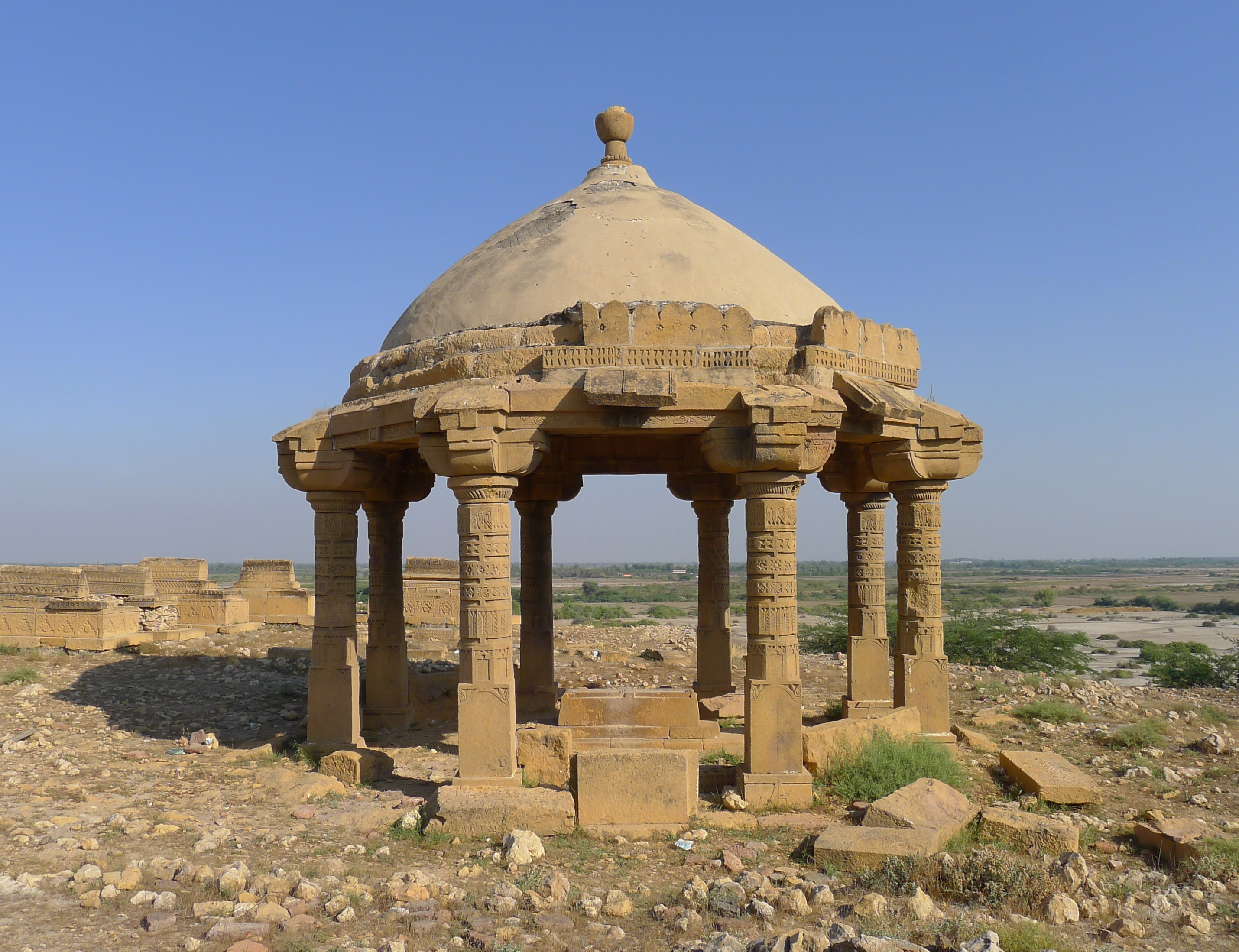
Tomba a baldacchino di Daya Khan Rahu
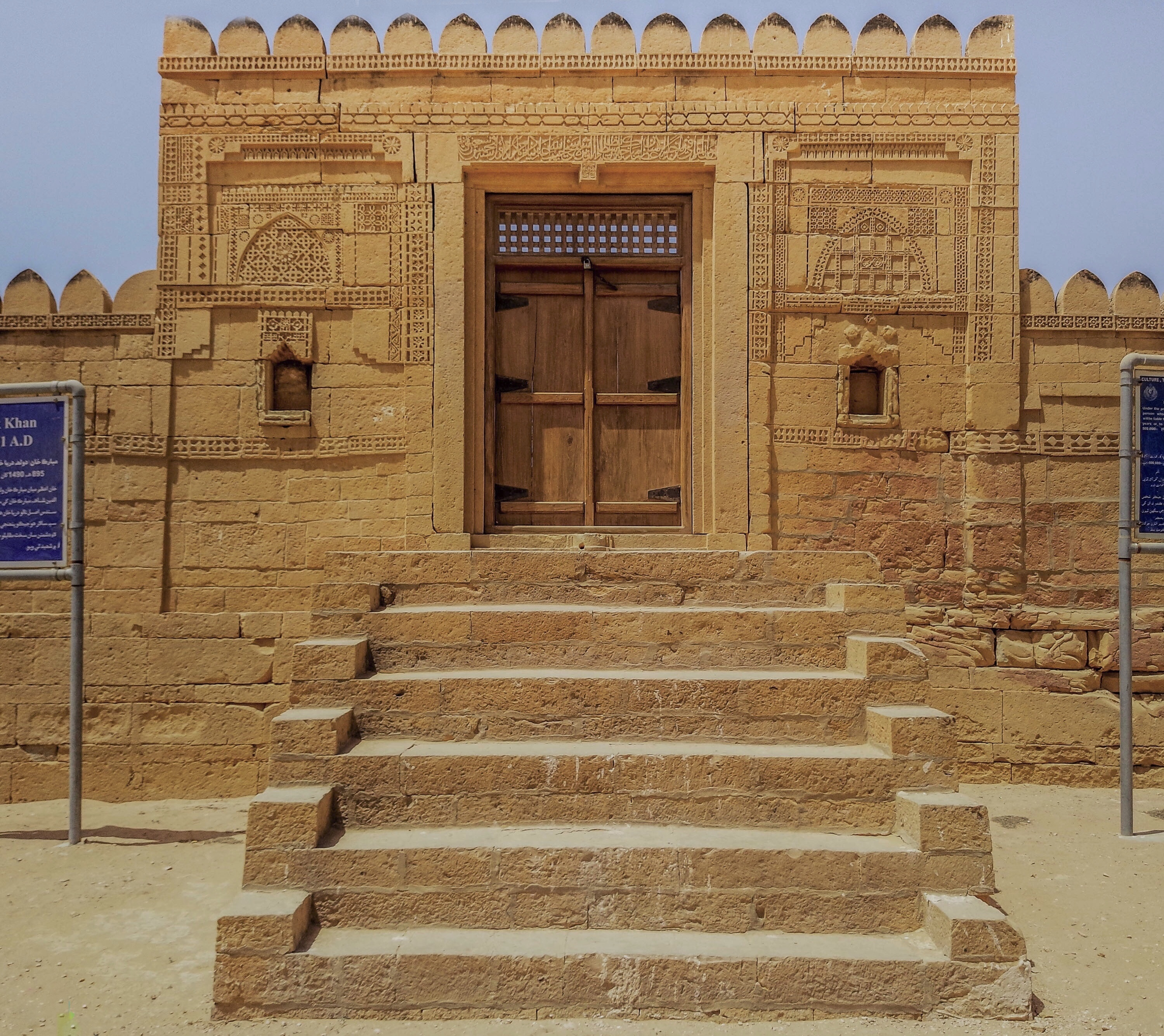
Vista della tomba Jam Mubarak Khan
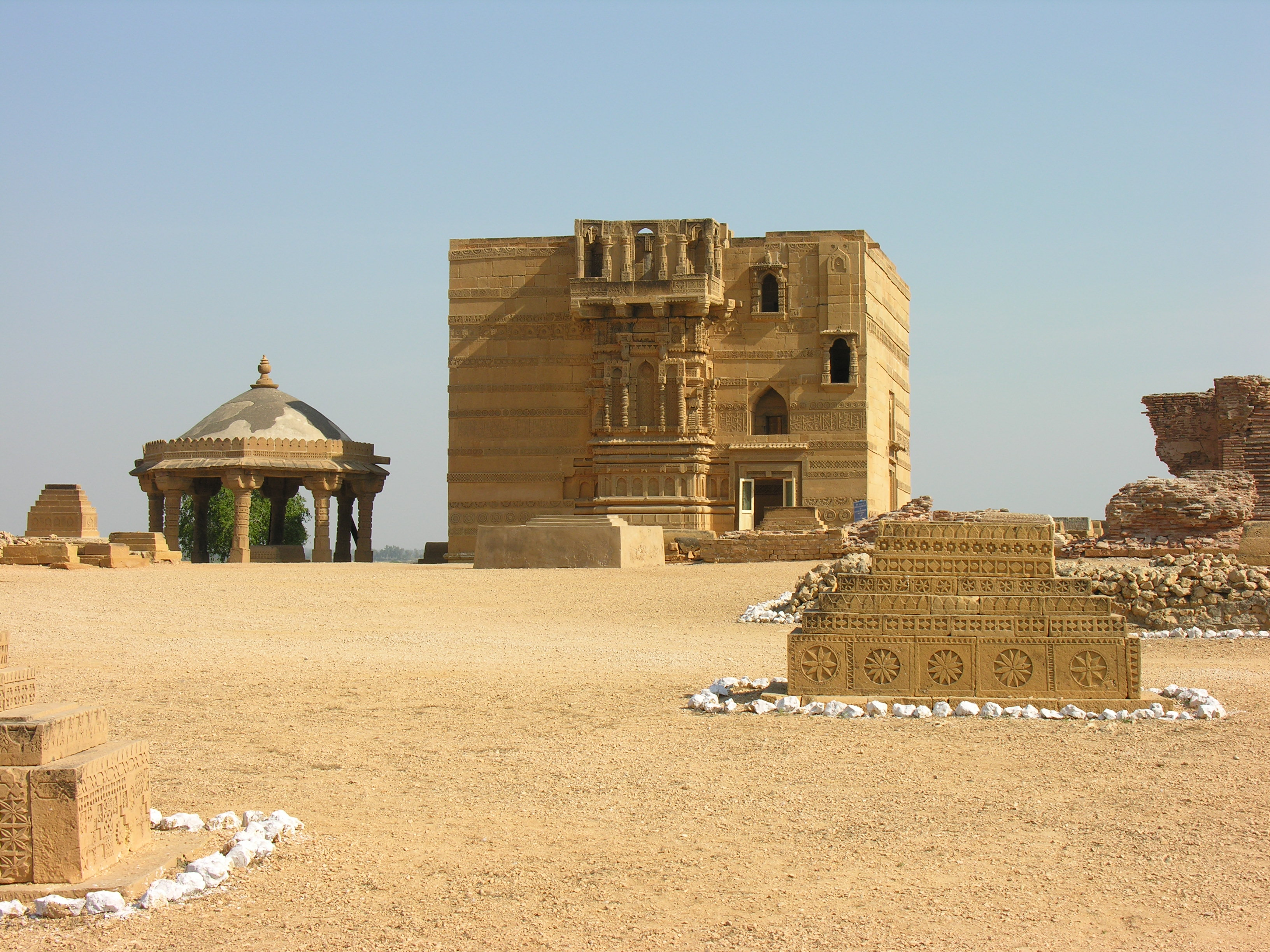
Veduta della tomba di Nizam al-Din con padiglione poligonale